# Fyrtornet vid världens ände
Fyrtornet vid världens ände (franska: Le Phare du bout du monde), är en roman skriven av den franske författaren Jules Verne, utgiven postumt 1905. Den handlar om pirater på Sydatlanten i mitten av 1800-talet.